# Hilarographa
Hilarographa is een geslacht van vlinders uit de familie bladrollers (Tortricidae). De wetenschappelijke naam van het geslacht is voor het eerst geldig gepubliceerd in 1983 door Alexey Diakonoff.
De typesoort van het geslacht is Phalaena (Tortrix) swederiana Stoll, 1791.

## Soorten
- H. africana (Walsingham, 1897)
- H. ancilla Razowski, 2009
- H. auroscripta Razowski, 2009
- H. baliana Razowski, 2009
- H. bathychtra (Razowski & Pelz, 2005)
- H. belizastrum
- H. belizeae
- H. bellica Meyrick, 1912
- H. borbona (Felder, 1875)
- H. bosavina Razowski, 2009
- H. bryonota Meyrick, 1922
- H. buruana Razowski, 2009
- H. calathisca Meyrick, 1909
- H. calyx Razowski, 2009
- H. castanea
- H. celebesiana Razowski, 2009
- H. ceramopa Meyrick, 1920
- H. cirrhocosma Meyrick, 1930
- H. citharistis Meyrick, 1909
- H. crocochorista
- H. cymatodes
- H. charagmotorna
- H. chrysotona
- H. druidica Meyrick, 1909
- H. dulcisana (Walker, 1863)
- H. eriglypta Meyrick, 1921
- H. euphronica Meyrick, 1920
- H. fassliana Dognin, 1914
- H. fergussonana Razowski, 2009
- H. gentinga Razowski, 2009
- H. grapholithana
- H. gunongana Razowski, 2009
- H. hainanica Razowski, 2009
- H. hermatodes Meyrick, 1909
- H. hexapeda Meyrick, 1913
- H. iquitosana
- H. johibradleyi
- H. jonesi Brower, 1953
- H. khaoyai Razowski, 2009
- H. longibarba
- H. ludens (Diakonoff, 1948)
- H. macaria
- H. malgassicella (Viette, 1958)
- H. marangana Razowski, 2009
- H. mariannae
- H. mechanica Meyrick, 1909
- H. meekana Razowski, 2009
- H. merinthias Meyrick, 1909
- H. mesostigmatias
- H. methystis Meyrick, 1921
- H. monotona (Razowski & Pelz, 2005)
- H. muluana Razowski, 2009
- H. obinana Razowski, 2009
- H. odontia
- H. oenobapta
- H. orthochrysa Meyrick, 1932
- H. pahangana Razowski, 2009
- H. parambae
- H. perakana Razowski, 2009
- H. phlox
- H. plectanodes Meyrick, 1922
- H. plurimana (Walker, 1863)
- H. podocarpi (Razowski & Pelz, 2005)
- H. quinquestrigana (Walker, 1866)
- H. rampayoha Razowski, 2009
- H. refluxana (Walker, 1863)
- H. regalis (Walsingham, 1881)
- H. renonga Razowski, 2009
- H. ribbei (Zeller, 1877)
- H. rigatiella Ghesquière, 1940
- H. robinsoni Razowski, 2009
- H. sepidmarginata
- H. shehkonga Razowski, 2009
- H. sipiroca Razowski, 2009
- H. soleana Razowski, 2009
- H. swederiana (Stoll, 1790)
- H. tasekia Razowski, 2009
- H. temburonga Razowski, 2009
- H. tetralina Meyrick, 1930
- H. thaliarcha Meyrick, 1920
- H. tornoxena
- H. uluana Razowski, 2009
- H. undosa
- H. usitica
- H. uthaithani Razowski, 2009
- H. xanthotoxa Meyrick, 1920
- H. youngiella Busck, 1922